# 涇原道
涇原道（けいげん-どう）は中華民国北京政府により設置された甘粛省の道。

## 沿革
1913年（民国2年）、清代の平遠県を除く平慶涇固化道全域に隴東道として設置。観察使は平涼県に置かれ、下部に平涼、華亭、静寧、隆徳、荘浪、慶陽、寧県、正寧、合水、環県、涇川、崇信、鎮原、霊台、固原、海原、化平の17県を管轄した。1914年（民国3年）5月に観察使が道尹と改められた。1927年（民国16年）に廃止されている。

## 行政区画
廃止直前下部の17県を管轄した。（50音順）
- 海原県
- 華亭県
- 化平県
- 環県
- 涇川県
- 慶陽県
- 合水県
- 固原県
- 荘浪県
- 崇信県
- 正寧県
- 静寧県
- 鎮原県
- 寧県
- 平涼県
- 隆徳県
- 霊台県